# Eugène de Faye
Eugène de Faye, född 1860, död 1929, var en fransk reformert teolog.
De Faye blev 1908 direktör för Section des sciences religieuses vid École des hautes études, professor i patristik vid Faculté libre de théologie protestante, Paris. Av Fayes skrifter märks Clément d'Alexandrie (1898, 2:a upplagan 1906), Gnostiques et gnosticisme (1913, 2:a upplagan 1925), Origène (3 band, 1923-1928), Esquisse de la pensée d'Origène (1925), samt Saint Paul (1908, 3:e upplagan 1929).